# سیارک ۴۵۲۶۱
سیارک ۴۵۲۶۱ (به انگلیسی: 45261 Decoen، نامگذاری:2000AB2) چهل و پنج هزار و دویست و شصت و یکمین سیارک کشف شده‌است که در ۲ ژانویه ۲۰۰۰ کشف شد.